# 5722 Джоншеррер
5722 Джоншеррер (5722 Johnscherrer) — астероїд головного поясу, відкритий 2 травня 1986 року.
Тіссеранів параметр щодо Юпітера — 3,627.